# Zettelkasten

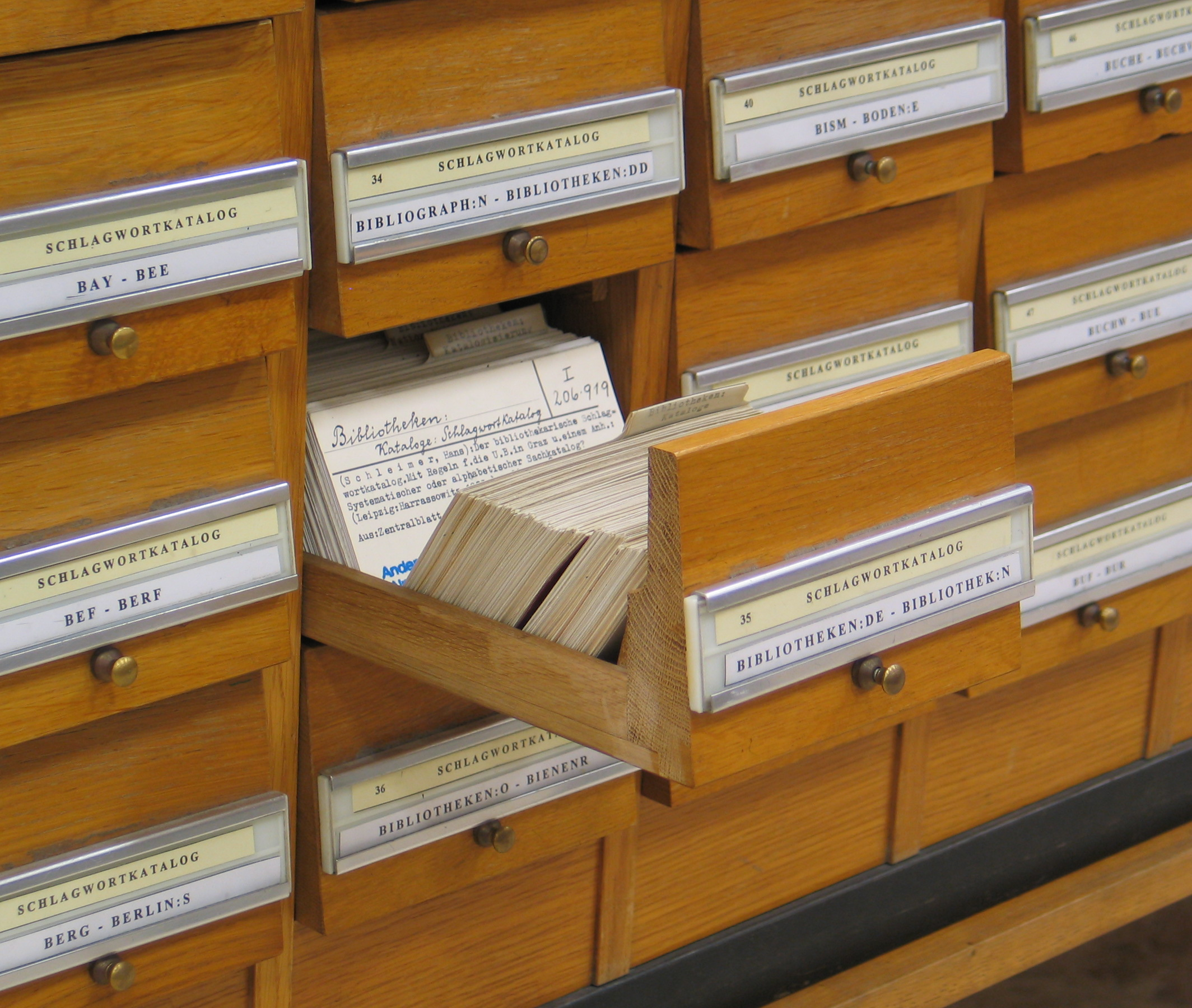
Zettelkatalog (Schlagwort) an der Universitätsbibliothek Graz

Der Zettelkasten oder Katalogkasten (veraltet teilweise auch Kartothek) ist ein Hilfsmittel bei der Erstellung einer literarischen oder wissenschaftlichen Arbeit. Wichtig erscheinende Sachverhalte, die man z. B. in einem Buch gefunden hat, werden mit Quellenangabe auf Zetteln oder Karteikarten notiert und in Kästen aufbewahrt und geordnet.

## Funktion
Durch die Nutzung eines Zettelkastens bzw. eines Gliederungseditors gehen gelesene Informationen nicht verloren. Der Zettelkasten dient als Gedächtnisstütze. Zettelkästen werden beispielsweise in der qualitativen Textanalyse (Grounded Theory, Inhaltsanalyse) verwendet.
Wesentlicher Vorteil eines Zettelkastens gegenüber einem linearen Text, etwa in Form eines Notizbuches ohne Verweise, ist die mögliche und sehr individuelle Vernetzung des Inhalts, die durch Verschlagwortung und Querverweise entsteht.
Mit Hilfe elektronischer Medien lassen sich durch die Verlinkung mit Hyperlinks virtuelle Zettelkästen erstellen, zum Beispiel in Form eines Wikis oder eines Blogs. Auch gibt es spezielle Software, die auf dem Zettelkastenprinzip basiert bzw. dessen Aufgabe erfüllt. Beispiele sind Zettlr bzw. Citavi, Lexican oder Obsidian. Außerdem gibt es visuelle Verfahren wie z. B. iMapping, bei dem die vernetzten Zettel auf einer zoombaren Wissenslandkarte so angeordnet werden, dass erstens auch mehrere Inhalte nebeneinander sichtbar werden und zweitens auch die Beziehungen der Zettel untereinander visualisiert werden können.

## Bekannte Zettelkästen
Besonders bekannt geworden sind die Zettelkästen von Arno Schmidt, Niklas Luhmann, Walter Kempowski, Hans Blumenberg, Friedrich Kittler, Aby Warburg, Paul Otlet, Martin Gardner und Richard Wossidlo aufgrund ihres großen Umfangs und ihrer Bedeutung für Arbeit und Werk ihrer Besitzer. Auch Jules Verne arbeitete damit. Die Gesellschaft der Arno-Schmidt-Leser (GASL) gab bis 2016 ein Jahrbuch Zettelkasten mit Werkanalysen zu diesem Dichter heraus.
Niklas Luhmann wird oftmals inkorrekterweise als Erfinder des Zettelkastens angesehen. Dennoch trug er maßgeblich zu der Verbreitung sowie Raffinierung dieser Methode bei.

## Ausstellungen
Das Literaturmuseum der Moderne in Marbach zeigte vom 4. März bis zum 15. September 2013 die Ausstellung Zettelkästen. Maschinen der Phantasie. Sie versuchte, die Geheimnisse, Strukturen und Vorzüge der Zettelkästen und die Arbeit und Motive ihrer Urheber darzustellen. Einzelne Zettelkästen, wie der von Arno Schmidt für Seelandschaft mit Pocahontas und Peter Rühmkorfs Zettelkasten, sind in der Dauerausstellung des Literaturmuseums zu sehen.
2019 wurde der über Jahrzehnte gepflegte Zettelkasten, der ca. 90.000 Dokumente umfasst, aus Niklas Luhmanns Nachlass in einer universitären Kooperation als Online-Version zur Verfügung gestellt.